# Abies homolepis
Abies homolepis là một loài thực vật hạt trần trong họ Thông. Loài này được Siebold & Zucc. miêu tả khoa học đầu tiên năm 1842.